# Paliotto del Piffetti
Il paliotto della chiesa di San Filippo Neri è comunemente chiamato paliotto del Piffetti, dal nome del suo autore, il celebre ebanista torinese Pietro Piffetti. Da sempre custodito nella centralissima chiesa di San Filippo Neri a Torino, è stato recentemente trasferito presso i locali dell'attiguo MIAAO.

## Storia
Come conferma l'incisione pirografata sulla parete superiore del telaio, l'opera fu commissionata al celebre ebanista Pietro Piffetti da padre Giovan Battista Prever, in occasione del centenario della Congregazione dell'oratorio di Torino, celebrata solennemente nel 1749. Il paliotto . Il manufatto fu progettato dallo stesso Piffetti per essere collocato a ornamento dell'altar maggiore della chiesa di San Filippo Neri, funzione che esercitò per alcuni anni dopodiché, per evitarne l'usura, venne periodicamente smontato e ritirato, per riutilizzarlo soltanto in occasioni solenni, quali la Pasqua, la Pentecoste e il giorno dell'anniversario della Dedicazione della Chiesa, a metà novembre.
A partire dal novembre del 2010, in virtù del valore inestimabile dell'opera e dell'impegno per conservarlo adeguatamente, il paliotto è stato collocato in un'apposita teca climatizzata esposta presso l'attigua Galleria Soprana del Museo internazionale di arti applicate oggi (MIAAO) ed è stato restaurato nel 2017.

## Descrizione
Completato nel 1749, il paliotto è composto da cinque elementi assemblati (una contromensa, due ali laterali, un controtabernacolo e un Crocifisso all’interno di un baldacchino, da una pala rettangolare e da una struttura retrostante riportante sinuosità tipicamente barocche e si presenta come un trionfo di intarsi di materiali preziosi quali madreperla, avorio, tartaruga, ebano, palissandro, diaspro, lapislazzuli e pietre dure. Per questi caratteri, lo straordinario manufatto può essere considerato il più complesso e ricco manufatto di ebanisteria piemontese del Settecento, o quanto meno, l'opera più imponente del noto ebanista torinese.
Nel centro della composizione è rappresentata l'Estasi pentecostale di san Filippo, ritratto nelle catacombe di San Sebastiano a Roma, dove il santo soleva ritirarsi in preghiera. A destra è raffigurato Mosè con le Tavole della legge, mentre a sinistra è rappresentata una figura vestita con paramenti sacri non riconoscibile con esattezza, probabilmente riconducibile nella figura di Aronne o, dato l'accenno di una tiara sul capo, di papa Gregorio Magno. Nei cartigli sono raffigurati il Battesimo di Gesù, la cui rappresentazione del San Giovanni Battista potrebbe essere un omaggio all'omonimo committente Giovanni Prever e l'apostolo Giovanni evangelista. Al centro della struttura è ricavato il vano del tabernacolo sulla cui anta vi è un pellicano che sovrasta una nidiata, tipica rappresentazione simbolica di Cristo che nutre i propri figli versando il proprio sangue.
A sovrastare il paliotto vi era in origine un Crocifisso in palissandro e avorio scolpito, a sua volta coronato da un lambriggio lobato e decorato, da cui pendono fiocchi di legno scolpito e dorato. Anch'esso è attualmente conservato in una teca climatizzata presso la Galleria Soprana del MIAAO.